# Condyle de l'humérus
Le condyle de l'humérus est la partie médiale de l'épiphyse distale de l'humérus.

## Description
Le condyle de l'humérus est bordé de chaque côté par les épicondyles médial et latéral.
Il présente plusieurs reliefs : le capitulum de l'humérus, la trochlée humérale, la fosse de l'olécrane, la fosse coronoïde et la fosse radiale.